# Gynoplistia longiramus
Gynoplistia longiramus är en tvåvingeart som beskrevs av Alexander 1969. Gynoplistia longiramus ingår i släktet Gynoplistia och familjen småharkrankar. Inga underarter finns listade i Catalogue of Life.